# Steven Burke
Steven James Burke MBE (Burnley, 4 de março de 1988) é um ciclista profissional britânico, que atualmente corre para a equipe WIGGINS.